# (16590) Brunowalter
(16590) Brunowalter est un astéroïde de la ceinture principale.

## Description
(16590) Brunowalter est un astéroïde de la ceinture principale. Il fut découvert le 21 septembre 1992 à Tautenburg par Freimut Börngen et Lutz Dieter Schmadel. Il présente une orbite caractérisée par un demi-grand axe de 2,53 UA, une excentricité de 0,11 et une inclinaison de 12,7° par rapport à l'écliptique.
Cet astéroïde est nommé en hommage au chef d'orchestre Bruno Walter (1876-1962).

## Compléments